# Krankenhaus der Barmherzigen Brüder Wien

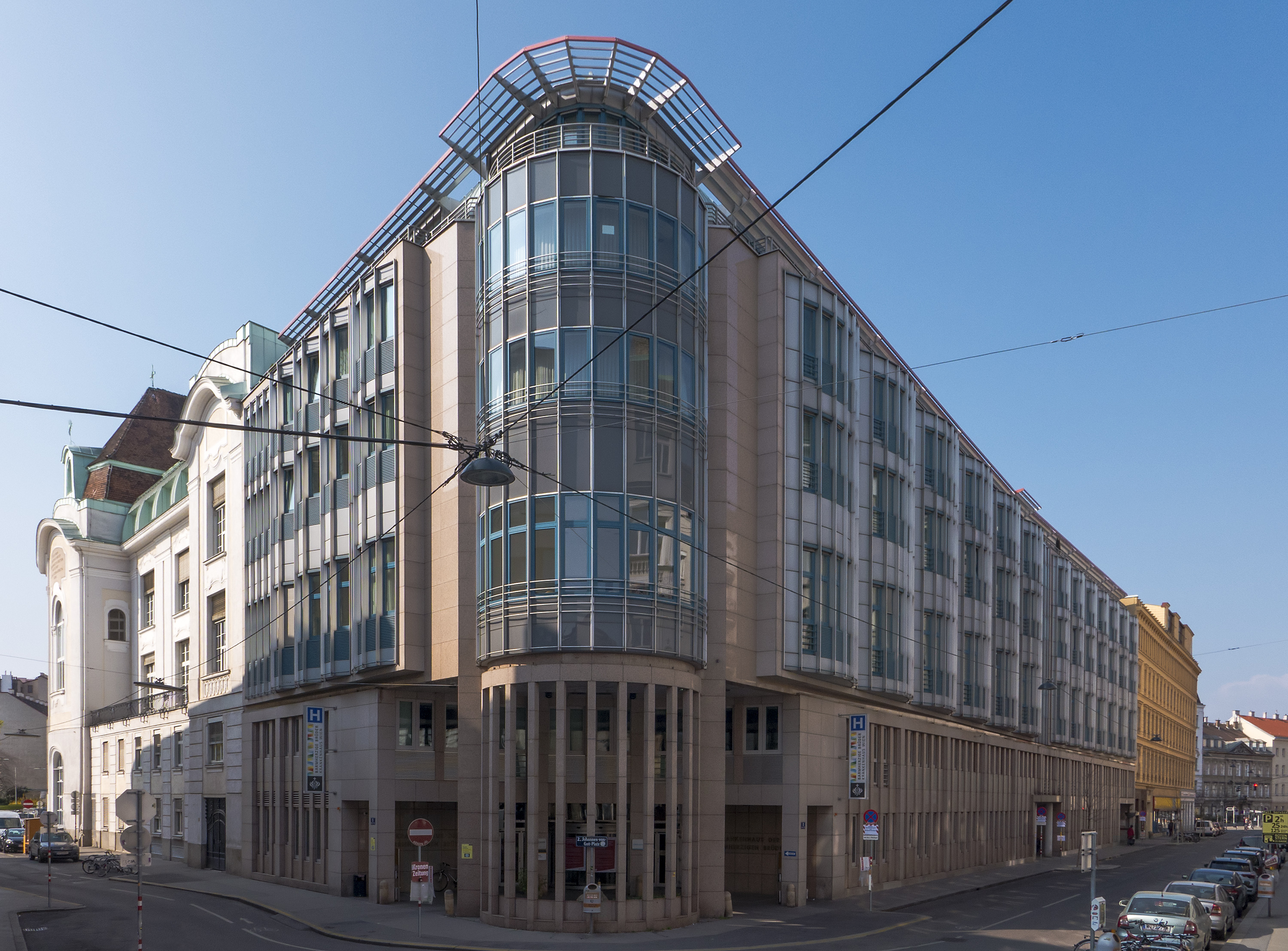
Krankenhaus der Barmherzigen Brüder

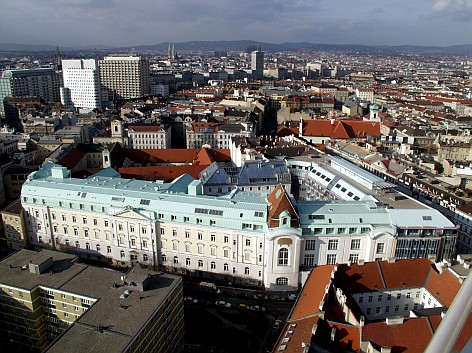
Luftaufnahme Krankenhaus der Barmherzigen Brüder Wien

Das Krankenhaus der Barmherzigen Brüder Wien ist das größte und älteste Ordensspital in Wien. Das vom Wiener Konvent der Barmherzigen Brüder geführte Schwerpunktkrankenhaus verfügt über 411 Betten. Das Krankenhaus der Barmherzigen Brüder ist Universitäres Lehrkrankenhaus sowie Pflegewissenschaftliches Ausbildungskrankenhaus. Seit 1977 betreibt das Krankenhaus eine eigene Pflegeakademie.
Bekannt ist das Krankenhaus der Barmherzigen Brüder auch für die Behandlung von mittellosen und unversicherten Menschen. Im Jahr 2024 wurden rund 15.000 Menschen ohne Krankenversicherung im Krankenhaus der Barmherzigen Brüder versorgt. Finanziert werden diese Leistungen durch die fünf Mal jährlich stattfindende Spendensammlung, auch Haussammlung genannt.

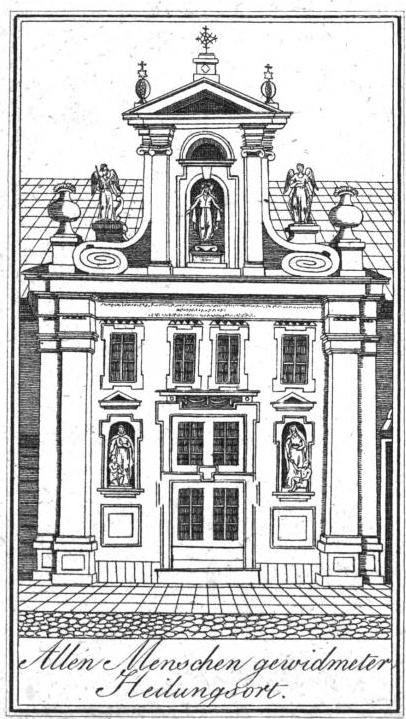
Kloster der Barmherzigen Brüder in der Taborstraße, Stich von 1812

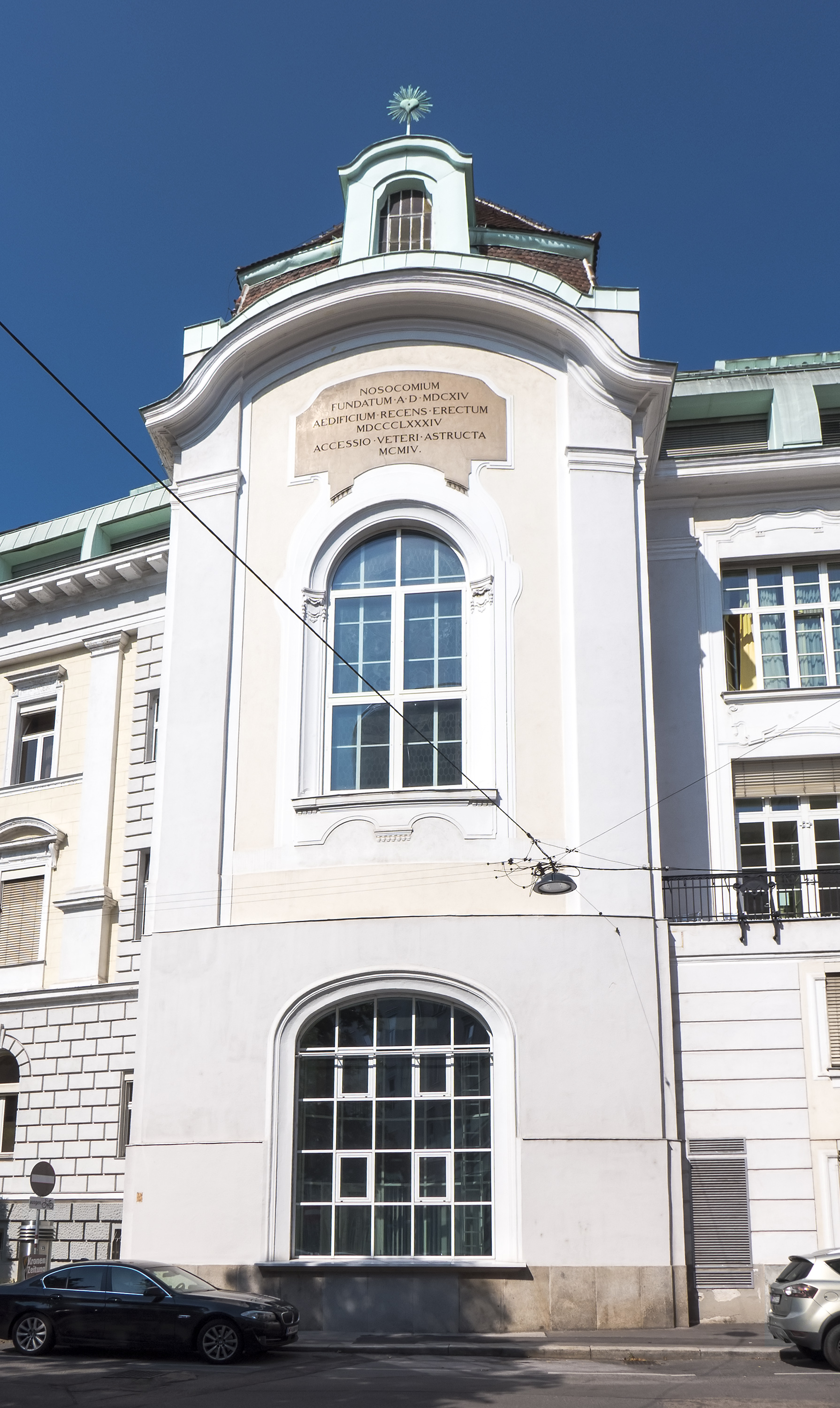
Erweiterungsbau aus 1905

## Geschichte
Das Kloster und das Krankenhaus mit 12 Betten wurden 1614 von Frater Gabriel Ferrara OH, einem hoch angesehenen Chirurgen aus Mailand, gegründet. Grund für die Berufung nach Wien waren gute Erfahrungen von Fürsten Karl I. von Liechtenstein in Rom mit dem Krankenhaus der Barmherzigen Brüder auf der Tiberinsel. Die Tätigkeit in der Krankenpflege und auch das soziale Engagement bewahrten in späteren Jahren das Kloster der Barmherzigen Brüder unter Kaiser Joseph II. vor der angeordneten Klosteraufhebung.
Der zwischen 1883 und 1885 nach Plänen von Karl Freiherr von Hasenauer, Otto Hofer und Anton Schönmann durch Stadtbaumeister Cajetan Miserovsky errichtete Zubau war bereits bei der Fertigstellung zu klein und so wurde zwischen 1903 und 1905 neuerlich ein Erweiterungsbau errichtet. Im Zuge dieser Arbeiten erhielt das Krankenhaus der Barmherzigen Brüder auch einen aseptischen Operationssaal, einen Röntgenapparat, elektrische Beleuchtung und eine Zentralheizung.
1945 konnte Bürgermeister Theodor Körner die Beschlagnahmung durch die sowjetischen Besatzer verhindern.
1973 wurde ein Erweiterungsbau fertiggestellt und 1985 wurden weitere Renovierungsarbeiten abgeschlossen. 1994 bis 2004 folgte die nächste große Ausbaustufe. Der Haupteingang findet sich nun am Johannes-von-Gott-Platz 1 und der Neubau verläuft entlang der Schmelzgasse.
Im Jahr 1999 wurde im Krankenhaus der Barmherzigen Brüder Wien die erste und bisher einzige Gehörlosenambulanz Ostösterreichs in Betrieb genommen. Alle Mitarbeiter der Gehörlosenambulanz kommunizieren mit den Patienten in der Österreichischen Gebärdensprache. In der Gehörlosenambulanz arbeiten auch ein gehörloser Sozialarbeiter und seit Februar 2014 Österreichs erster gehörloser Diplomkrankenpfleger, welcher in der Pflegeakademie der Barmherzigen Brüder Wien ausgebildet wurde.
2007 wurde im Krankenhaus in der Leopoldstadt eine Dialysestation mit zehn Behandlungsplätzen in Betrieb genommen. Zwei Jahre später folgte ein weiterer Meilenstein in der Geschichte des Konventes und des Krankenhauses: die Eröffnung des Wiener Dialysezentrums. Dabei handelt es sich um ein Kooperationsprojekt des Wiener Gesundheitsverbunds, der Wiener Gebietskrankenkasse (WGKK) und des Konvents der Barmherzigen Brüder. Das Wiener Dialysezentrum ist Europas modernstes und größtes Dialysezentrum mit 72 Betten und Dialysegeräten und bietet im 3-Zyklusbetrieb Kapazitäten für rund 430 Patienten. Im Jahr 2008 wurde in der Leopoldstadt beim Krankenhaus der Barmherzigen Brüder Wien der Johannes-von-Gott-Platz nach dem Ordensgründer benannt.
2011 wurde die Augentagesklinik mit 11 tagesklinischen Betten, in der vorwiegend Katarakt-Operationen (Grauer Star) durchgeführt werden, in Betrieb genommen. Seit August des gleichen Jahres setzt das Krankenhaus der Barmherzigen Brüder mit dem Da-Vinci-Operationssystem eines der modernsten Geräte der roboterassistierten Chirurgie ein. Seit Mai 2012 ist im Krankenhaus der Barmherzigen Brüder, an der Abteilung für Radiologie und Nuklearmedizin, ein 1.5T Philips Ingenia mit Sonalleve, im Einsatz. Das in Österreich einzigartige Hybridgerät kombiniert zwei gänzlich unterschiedliche Techniken miteinander: die Magnetresonanztomografie und die hoch intensive fokussierte Ultraschalltherapie (HIFU).
Im Juni 2012 wurden Umbauarbeiten an einer ehemaligen chirurgischen Bettenstation im Altbau beendet. Zweck dieser Umbauarbeiten war die räumliche und infrastrukturelle Adaption zum modernen Schlaganfallzentrum (inkl. einer Stroke Unit mit 7 Überwachungsbetten).
Das neu geschaffene Schlaganfallzentrum bietet 7 Akutbetten auf der Stroke Unit sowie 16 Betten in der Frührehabilitation (davon stehen 7 Überwachungsbetten für Patienten von der Stroke Unit, die stabil genug sind, um bereits mit der Rehabilitation zu beginnen, aber noch einer Überwachung bedürfen, zur Verfügung).
Heute ist dieses Schlaganfallzentrum ein fixer Bestandteil im Wiener Notfallrettungswesen. Für die Bettenzentrale der Wiener Rettung (weist den Rettungswagen ihre Zielspitäler anhand freier Kapazitäten zu) wird täglich eine fixe Anzahl an freien Betten in der Stroke Unit bereitgestellt, die die Bettenzentrale dann selbst belegen kann. Das Schlaganfallzentrum ist auf interdisziplinäre Arbeit ausgerichtet, sodass nicht nur die Pflege sowie die Medizin im Mittelpunkt stehen, sondern auch Physiotherapeuten, Ergotherapeuten, Logopäden und weitere Berufsgruppen in die tägliche Arbeit mit eingebunden werden.
Seit März 2017 gibt es in Wien eine Kooperation des Krankenhauses der Barmherzigen Brüder Wien, des AKH Wien und der Klinik Landstraße bei der Akutbehandlung des schweren Schlaganfalles mittels der Endovaskulären Therapie.
Seit Anfang Juli 2017 hat das Krankenhaus der Barmherzigen Brüder Wien zwei Da-Vinci-Operationssystem im Einsatz. Mit jenen werden urologische, gynäkologische und chirurgische und HNO-Eingriffe durchgeführt.
Um noch mehr als bisher Schwerpunkte im Bereich der Inneren Medizin setzen zu können, wurde die bisherige Innere Abteilung mit Februar 2018 in zwei Abteilungen geteilt – siehe nachfolgende Aufstellung unter Abteilungen:

## Aus- und Weiterbildung
Das Krankenhaus der Barmherzigen Brüder ist Universitäres Lehrkrankenhaus sowie Pflegewissenschaftliches Ausbildungskrankenhaus.

## Pflegeakademie der Barmherzigen Brüder
Die Pflegeakademie der Barmherzigen Brüder wurde im Jahr 1977 gegründet und ist an das Krankenhaus der Barmherzigen Brüder im zweiten Wiener Gemeindebezirk angeschlossen. Die Pflegeakademie der Barmherzigen Brüder Wien bietet Studierenden und Auszubildenden ein breites Angebot. Das Bachelorstudium für Gesundheits- & Krankenpflege in Kooperation mit der FH Campus Wien, die Ausbildung zur Pflegefachassistenz, der Universitätslehrgang für Intensivpflege, die Weiterbildung in Praxisanleitung sowie die Weiterbildung Pflege auf Stroke Units können absolviert werden. Persönliche Betreuung und Praxistransfer zeichnen uns aus.

## Abteilungen
- Anästhesiologie, Intensivmedizin und Schmerztherapie
- Augenheilkunde
- Chirurgie
- Gynäkologie
- HNO & Phoniatrie
- Innere Medizin I, Abteilung für Innere Medizin, Gastroenterologie und Nephrologie
- Innere Medizin II, Abteilung für Innere Medizin, Hämatologie und Internistische Onkologie
- Neurologie, Stroke-Unit mit neurologischer Früh-Rehabilitation und Akutgeriatrie
- Radiologie und Nuklearmedizin
- Urologie und Andrologie

### Besonderheiten
- Ambulanz für Gehörlose
- Dialysestation mit 10 Plätzen seit März 2007[5]
- Für Häftlinge, die eine Spitalsbehandlung benötigen, besteht seit 1999 eine der Justizanstalt Wien Josefstadt angegliederte Abteilung mit acht Betten.
- Institut für Physikalische Medizin und Rehabilitation
- Labor
- Zahnambulanz
- Ambulanz für Inklusive Medizin

## Spitalskapelle hl. Familie
Die Kapelle als tonnengewölbter Raum mit Apsis im 2. Obergeschoß in der Großen Mohrengasse mit einer Orgelempore hat ein Glasfenster hl. Johannes von Gott heilt die Kranke, darüber ein Glasfenster hl. Familie, 1949 wiederhergestellt von der Glasmalerwerkstatt Geyling. An der linken Seitenwand ist eine Wandmalerei zur Grundsteinlegung im Jahre 1914 mit einer Allegorie der Krankenheilung von T. Hafner aus 1963. Die Orgel von Franz Strommer stammt wahrscheinlich aus dem Jahr 1884.